# Pfarrkirche Geburt Mariens (Reckingen VS)

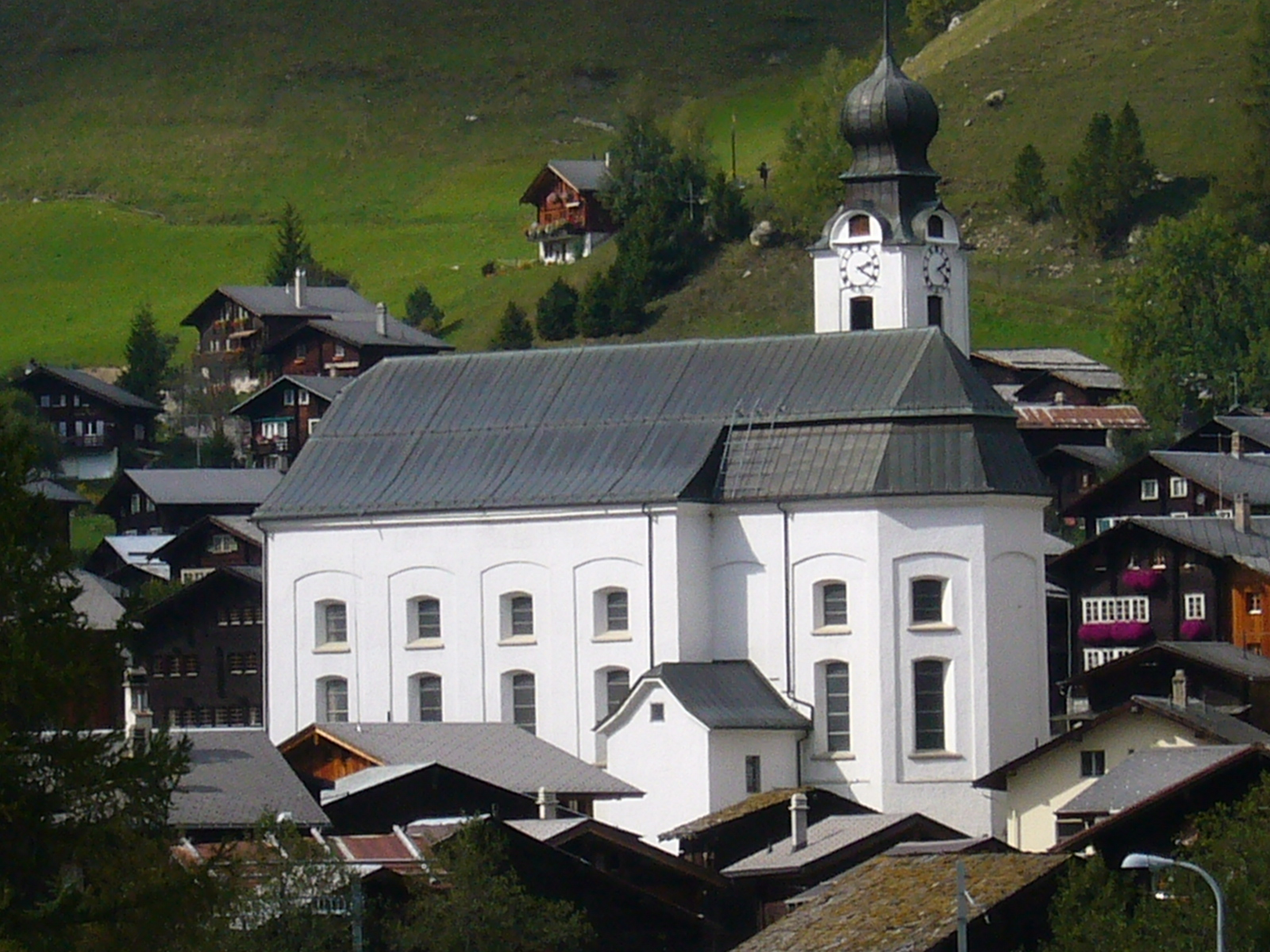
Pfarrkirche Geburt Mariens in Reckingen (2006)

Die Pfarrkirche Geburt Mariens befindet sich in Reckingen im Obergoms im Kanton Wallis. Das heutige Bauwerk wurde zwischen 1743 und 1745 erbaut. Es gilt als das imposanteste Bauwerk des Oberwalliser Barocks.

## Geschichtliches
Die Gemeinde versuchte sich schon 1682 von der Pfarrei Münster zu trennen, was jedoch erst 1695/96 gelang. Die Loslösung von Münster war nicht einfach, denn die Mutterpfarrei wehrte sich, obwohl der päpstliche Nuntius Marcellus de Aste schon am 16. April 1695 den Stiftungsakt der Kuratkaplanei ausgefertigt hatte. Wegen der Weigerung Münsters und des Bischofs Adrian V. von Riedmatten musste Johann Joseph Hürsimann als apostolischer Kommissär nach Reckingen gesandt werden, damit das Gotteshaus benediziert und der erste Kuratkaplan eingesetzt werden konnte. Die Kirche erhielt somit das Tauf- und Bestattungsrecht und das Besetzungsrecht der Kuratkaplanei wurde Reckingen übertragen. Man war aber immer noch der Mutterpfarrei Münster unterstellt. Die endgültige Trennung von Münster erfolgte erst 1914, zuvor hatte man im Jahr 1880 die Primezen von der Kirchenfabrik in Münster losgekauft.
Die Kirche wurde 1748 zusammen mit dem Rosenkranzaltar durch Bischof Johann Joseph Blatter eingeweiht.

## Vorgängerbauten
Für die Stelle, an der die heutige Pfarrkirche steht, wird 1414 erstmals eine Kapelle erwähnt. Diese wich am Ende des 15. Jahrhunderts einem Neubau. Dieser Bau wurde 1498 zusammen mit dem Altar auf das Patrozinium der Muttergottes und des heiligen Theoduls geweiht und im Zusammenhang der Erwirkung einer Kuratkaplanei 1696 durch einen Neubau ersetzt. Dieser war zwar schon im November 1695 vollendet, konnte aber wegen des Zwists mit dem Bischof erst am 29. April 1696 eingesegnet werden. Geweiht wurde er im Jahr 1704 durch den Bischof Josef Franz Supersaxon. Der im Jahr 1736 durchgeführte Visitationsact erwähnt nur noch das Patrozinium der Geburt Mariens. Die Kirche war, auch in der Folge der Querelen mit der Mutterkirche in Münster, zu klein gebaut worden, so dass ein Neubau einer grösseren Kirche unausweichlich war.

## Baugeschichte
Die Konzeption der Kirche geht auf den promovierten Theologen Johan Georg Garin Ritz zurück, welcher als Kuratkaplan von Reckingen wirkte. Er war Sohn des Altarschnitzers Johann Ritz aus Selkingen. Sein Nachfolger als Pfarrer war Christian Blatter, der sich der künstlerischen Bedeutung des Baus bewusst war, was sein Eintrag ins Taufbuch bei Baubeginn wiedergibt.
Der Baumeister ist nicht sicher zu bestimmen, da Literatur und Chroniken sich teilweise widersprechen. Mögliche Baumeister sind der Vorarlberger Johann Bickel (Pickel) (* 1703) aus Raggal (Bludenz) oder zwei Architekten namens Pickel aus Feldkirch, die im Eginental verunglückt sein sollen.

## Grundriss
Die Kirche ist nach Osten ausgerichtet und besitzt ein längliches Rechteckschiff mit einem sehr langen Chor. Der Chor besteht aus zwei Chorjochen und endet in einem etwas unregelmässigen Polygon. In der nördlichen Chorachse ist der hervorspringende Turm angeordnet, in der südlichen das Beinhaus.

## Glocken
Aus dem Jahr 1704 ist bekannt, dass drei Glocken im Kirchturm vorhanden waren. Diejenige von 1697 ist vorhanden, die 1700 gegossene Glocke mit dem Durchmesser von 835 mm diese Glocke zersprang 1930. Die grösste Glocke wurde 1697 angeschafft, musste mehrmals umgegossen werden (1777 bereits zum fünften Mal). 1757 kam eine vierte Glocke dazu. 1776 wurden drei Glocken von der Reckinger Glockengiesserei Walpen gegossen, sodass das Geläute sieben Glocken umfasste. Mit dem Neuguss dreier Glocken 1931, wurde das Geläut auf fünf Glocken reduziert. Eine Glocke mit dem Durchmesser von 530 mm, in der Kapelle Martinsberg, stammt von dieser Kirche. Sie wurde 1931 aus dem Kirchturm entfernt und 1951 in der Kapelle angebracht.
| Glocke | Gussjahr | Giesser, Gussort      | Durchmesser | Schlagton |
| ------ | -------- | --------------------- | ----------- | --------- |
| 1      | 1868     | Gebr. Rüetschi, Aarau | 1280 mm0    | cis′      |
| 2      | 1931     | H. Rüetschi, Aarau    | 1020 mm0    | e′        |
| 3      | 1931     | H. Rüetschi, Aarau    | 850 mm      | gis′      |
| 4      | 1931     | H. Rüetschi, Aarau    | 750 mm      | h′        |
| 5      | 1697     | unbekannt             | 600 mm      | cis″      |

## Orgel
Auf der Empore im hinteren Teil der Kirche befindet sich eine Orgel, die ein unbekannter Orgelbauer (denkbar sind Matthäus Carlen und/oder Johann Martin Walpen, Reckingen) 1746 gefertigt hat. Sie verfügt über 15 Register auf einem Manual und Pedal. 1975 wurde das Orgelwerk restauriert durch den Orgelbauer Hans-J. Füglister, Grimisuat. Das historische Gehäuse und die Statuen wurden durch Gebr. Mutter, Naters, restauriert.

## Renovation 1974
Die totale Renovation im Jahre 1974 wurde ohne offizielle Unterstützung der Denkmalpflege durchgeführt. Somit wurde teilweise zu wenig Rücksicht auf den historischen Bestand genommen.